# Ацилювання
Ацилюва́ння (рос. ацилирование, англ. acylation) — введення ацильної групи RCO в молекулу, часто в присутності каталізаторів (реакції Фріделя — Крафтса, Шоттена — Баумана та ін.), наприклад:
{\displaystyle \mathrm {RCOCl+C_{6}H_{6}\ {\xrightarrow {AlCl_{3}}}\ C_{6}H_{5}COR} }
RNH2 + R'COX → RNHCOR'
де X — Hal, OH, OAlk, RCO.